# وارکرفت ۳: بازآفرینی‌شده
وارکرفت ۳: بازآفرینی‌شده (به انگلیسی: Warcraft III: Reforged) نسخه بازسازی شده بازی ویدیویی وارکرفت ۳: پادشاهی آشوب محصول ۲۰۰۲ به همراه گسترش دهنده آن یعنی وارکرفت ۳: تخت یخ‌زده است. این عنوان در ۲۸ ژانویه ۲۰۲۰ منتشر شد و گرافیک‌های اصلاح شده، یک کمپین تغییر یافته و ویژگی‌های مدرن آنلاین بتل.نت را به آن اضافه می‌کند. این بازی با انتقادات مختلفی از منتقدان و استقبال بسیار منفی بازیکنان از تغییرات اصلی، کمبود ویژگی‌ها و مشکلات فنی روبرو شد.

## خلاصه داستان
Warcraft III: Reforged همان طرح اصلی را دارد، اما دارای تغییرات بصری جزئی است.

## انتشار
در بلیزکان ۲۰۱۸ در تاریخ ۲ نوامبر ۲۰۱۸، بلیزارد اینترتیمنت Warcraft III: Reforged را با شخصیت‌ها و گرافیک‌های بازسازی شده با تاریخ انتشار احتمالی در سال ۲۰۱۹ معرفی کرد. پس از معرفی Reforged، اولین تغییرات بالانس بازی معرفی شد. در جریان بلیزکان ۲۰۱۹، بتا بازی شروع شد. دسترسی به نسخه بتا به افرادی که بازی را از قبل سفارش داده‌اند محدود بود.
Reforged در ابتدا قرار بود در سال ۲۰۱۹ اکران شود، با این حال، در ۱۷ دسامبر ۲۰۱۹، بلیزارد اعلام کرد که انتشار تا ۲۸ ژانویه سال ۲۰۲۰ به تأخیر افتاده‌است و گفت «همان‌طور که به مراحل پایانی نزدیک تر می‌شویم، احساس کردیم که به کمی زمان بیشتر برای توسعه نیاز داریم».

## بازتاب‌ها
| گردآورنده | امتیاز |
| --------- | ------ |
| متاکریتیک | 59/100 |

| ناشر                     | امتیاز |
| ------------------------ | ------ |
| پی‌سی گیمر (ایالات متحده) | 59/100 |

Warcraft III: Reforged طبق " متاکریتیک " بررسی‌های "مختلط یا متوسط" دریافت کرد .Fraser Brown از پی‌سی گیمر به این نتیجه رسید که Reforged هنوز هم یک بازی استثنایی در هسته خود داشت اما با اشکالات گرفتار شد، از جمله فقدان امکانات و طراحی‌های ضعیف مانند رابط کاربری «بسیار مهم اش». مجله آلمانی GameStar اظهار داشت که این ریمستر هنوز هم از نظر تک نفره عنوان خوبی است، علی‌رغم اینکه تغییرات اضافه شده را اضافه نکرده، اما ویژگی‌های چند نفره آن از گذشته، بدتر شده یا وجود ندارد. آنها همچنین این بازی را با Command & Conquer: Tiberian Sun 1999 مقایسه کردند، که به دلیل فقدان ویژگی‌های وعده داده شده نیز مورد انتقاد قرار گرفت.
پاسخ بازیکنان به شدت منفی بود. هنگام انتشار، بازی توسط کاربران در متاکریتیک مورد بمباران منفی قرار گرفت و چند روز پس از انتشار بر اساس بیش از ۱۴۰۰۰ بررسی، به امتیاز پایین ۰٫۵ / ۱۰ رسید و تبدیل به دومین بازی پس از Madden NFL 21 شد که قبل از انتشار امتیازات پایین دریافت می‌کند. بسیاری از این بازی را بخاطر نبود ویژگی‌های وعده داده شده توسط بلیزارد در هنگام راه اندازی، مشکلات فنی، تغییر در رابط کاربری بازی اصلی در میان سایر ویژگی‌های گیم پلی و تغییرات گرافیکی که برخی احساس کردند یا به اندازه کافی بهبود نیافته یا بدتر از قبل به نظر می‌رسد ، انتقاد کردند. همچنین بلیزارد برای تصمیمی که تمام کپی‌های Warcraft III: Reign of Chaos باید به نسخه جدید تر بروزرسانی شود مورد انتقاد قرار گرفت چون حالا دیگر نمی‌توان نسخه اورجینال را بازی کرد. علاوه بر این، شکایاتی در مورد اعلامیه بلیزارد مبنی بر ادعای مالکیت تمام محتوای ایجاد شده توسط کاربر در Reforged وجود داشت. (یعنی مادهای ساخته شده توسط کاربران تماماً به بلیزارد تعلق دارد و این ادعای مالیک بخاطر قضیه عنوان دوتا ۲ است چون در واقع بازی dota یک ماد از نسخه اورجینال وارکرفت ۳ بود که والو سازنده ماد را استخدام کرد و در نتیجه دوتا ۲ ساخته شد) در واکنش به واکنشهای منفی بازیکنان، بلیزارد برنامه‌هایی را برای انتشار تدریجی به روزرسانی نشان داد که باعث بهبود قابل توجه بازی در طولانی مدت می‌شود.

در تاریخ ۳ فوریه ۲۰۲۰، سایت Polygon گزارش داد که بلیزارد بدون در نظر گرفتن زمان بازی، بازپرداخت کامل را برای همه بازیکنان در صورت درخواست ارائه می‌دهد. روز بعد، بلیزارد اعلام کرد که برخی از مسائل فنی و ویژگی‌های از دست رفته با پچ‌های بعدی برطرف خواهد شد اما از تصمیم خود مبنی بر عدم استفاده از میان پرده‌های به نمایش درآمده در بلیزکان ۲۰۱۸ بخاطر حفظ روحیه اصلی نسخه اورجینال، دفاع کرد.